# Tamias
Tamias és un gènere d'esciúrids, dins de l'ordre dels rosegadors. Conté una espècie vivent, l'esquirol llistat de l'Est americà, que viu a la meitat oriental de Nord-amèrica, i un parell d'espècies extintes que s'han trobat tant al Nou Món com al Vell Món. Anteriorment, aquest grup contenia més d'una vintena d'espècies addicionals, però s'han separat en un altre gènere, Neotamias. El primer representant d'aquest grup aparegué durant el Pliocè.